# Варенцов, Владимир Семёнович
Владимир Семёнович Варенцов (22.07.1900 — 23.12.1972) — советский горный инженер, кандидат технических наук (1947), профессор (1963), лауреат Сталинской премии (1948).

## Биография
Окончил Московский торфяной институт (1930).
- 1933—1935 главный инженер торфяного предприятия «Вареговское»,
- 1935—1938 начальник производственно-технического отдела Калининского торфяного треста,
- 1938—1941 доцент Московского торфяного института
- 1941—1954 заместитель начальника технического отдела «Главторфа»,
- 1950—1959 доцент Московского торфяного института.

С 1959 года — в Калининском торфяном (политехническом) институте. C 1964 года зав. кафедрой «Разработка торфяных месторождений», в 1965—1969 декан горного факультета.
Похоронен на Донском кладбище.

## Награды и звания
Кандидат технических наук (1947), профессор (1963).
Лауреат Сталинской премии (1948, в составе коллектива) за создание и внедрение комплекта торфяных машин УМПФ.

## Научные труды
- «Сушка и уборка фрезерного торфа» (1935),
- «Фрезерный торф» (1947; 1955),
- «Технология производства фрезерного торфа» (1962; 1970).